# Football League War Cup
The Football League War Cup var en engelsk fotbollsturnering som hölls under Andra Världskriget, mellan 1939 och 1945. Finalen spelades på Wembley Stadium.
Den första finalen spelades i juni 1940 mellan West Ham och Blackburn Rovers. West Ham vann matchen med 1-0 tack vare ett mål i 34 minuten av Sam Small. 1941 vann Preston North End och 1942 vann Wolverhampton Wanderers genom att besegra Arsenal respektive Sunderland i var sin omspelsmatch.
Från säsongen 1942 delades tävlingen upp i en north och en south division, vinnarna av varje division möttes i en avgörande match (Playoff).

## Finaler
| Säsong  | Serie                      | Klubb                                 | Resultat |
| ------- | -------------------------- | ------------------------------------- | -------- |
| 1939-40 | War Cup                    | West Ham United vs Blackburn Rovers   | 1-0      |
| 1940-41 | War Cup                    | Preston North End vs Arsenal          | 1-1      |
| 1940-41 | Omspel                     | Preston North End vs Arsenal          | 2-1      |
| 1941-42 | War Cup                    | Wolverhampton Wanderers vs Sunderland | 2-2      |
| 1941-42 | Omspel                     | Wolverhampton Wanderers vs Sunderland | 4-1      |
| 1942-43 | War Cup North              | Blackpool vs Sheffield Wednesday      | 2-2      |
| 1942-43 | Omspel                     | Blackpool vs Sheffield Wednesday      | 2-1      |
| 1942-43 | War Cup South              | Arsenal vs Charlton Athletic          | 7-1      |
| 1942-43 | Playoff                    | Blackpool vs Arsenal                  | 4-2      |
| 1943-44 | War Cup North 1:a omgången | Blackpool vs Aston Villa              | 2-1      |
| 1943-44 | War Cup North 2:a omgången | Aston Villa vs Blackpool              | 4-2      |
| 1943-44 | War Cup South              | Charlton Athletic vs Chelsea          | 3-1      |
| 1943-44 | Playoff                    | Aston Villa vs Charlton Athletic      | 1-1*     |
| 1944-45 | War Cup North 1:a omgången | Bolton Wanderers vs Manchester United | 1-0      |
| 1944-45 | War Cup North 2:a omgången | Manchester United vs Bolton Wanderers | 2-2      |
| 1944-45 | War Cup South              | Chelsea vs Millwall                   | 2-0      |
| 1944-45 | Playoff                    | Bolton Wanderers vs Chelsea           | 2-1      |

* titeln delades